# Атакора, Лалавеле
Лалавеле Атакора (фр. Lalawelé Atakora; 9 ноября 1990, Ломе) — тоголезский футболист, полузащитник клуба «Казма».

## Карьера

### Клубная
Начинал играть в футбол в тоголезском клубе «Академи Дельта», откуда попал в юношескую сборную Того. Игра в сборной привлекла к Лалавале внимание нескольких европейских команд, таких как бельгийский «Андерлехт», португальский «Спортинг», голландский «Гронинген» и французский «Осер», однако в итоге он стал игроком норвежского «Фредрикстада». Поначалу он играл за молодёжный состав клуба, но 30 августа 2009 года в матче с «Тромсё» дебютировал в чемпионате Норвегии, заменив на 85-й минуте Ханса Эрика Рамберга. По итогам сезона «Фредрикстад» занял 14-е место, а в стыковых матчах за право играть в Типпелиге уступил и вылетел в Первый дивизион. Лалавеле хотел покинуть команду, поэтому его отдали в аренду в команду из Первого дивизиона Швеции «Вернаму». В Швеции Атакора дебютировал 18 апреля 2010 года в матче с «Кристианстадом» и уже на 13-й минуте открыл счёт. По завершении аренды Лалавеле вернулся в норвежский клуб, однако в состав попадал редко, приняв участие всего в пяти матчах. В конце года у него закончился контракт, который он продлевать не стал, вернувшись в Того в клуб «Академи Дельта». 18 августа 2011 года перешёл в АИК, подписав контракт до конца года с возможностью продления. В 23 туре чемпионата дебютировал за стокгольмцев, заменив Кваме Карикари в концовке матча с «Сюрианска».

### В сборных
В марте 2007 года в составе юношеской сборной Того принимал участие в юношеском Кубке Африки, проходившем в Того. По его итогам Лалавеле был признан лучшим игроком турнира, а сборная добралась до финала, где уступила юношам из Нигерии. Второе место позволило команде отобраться на юношеский чемпионат мира в Южной Корее в августе того же года. Атакора провёл на турнире все три матча группового этапа и забил один мяч. 24 августа на 20-й минуте матча с хозяевами первенства, южнокорейцами, он открыл счёт, однако тоголезцы затем пропустили два мяча и проиграли эту встречу. Сборная Того заняла последнее место в группе и выбыла из дальнейшего соревнования.

## Достижения
- Лучший молодой игрок Того: 2008
- Лучший игрок юношеского Кубка Африки: 2007
- Серебряный призёр юношеского Кубка Африки: 2007